# Gabinet Spencera Percevala

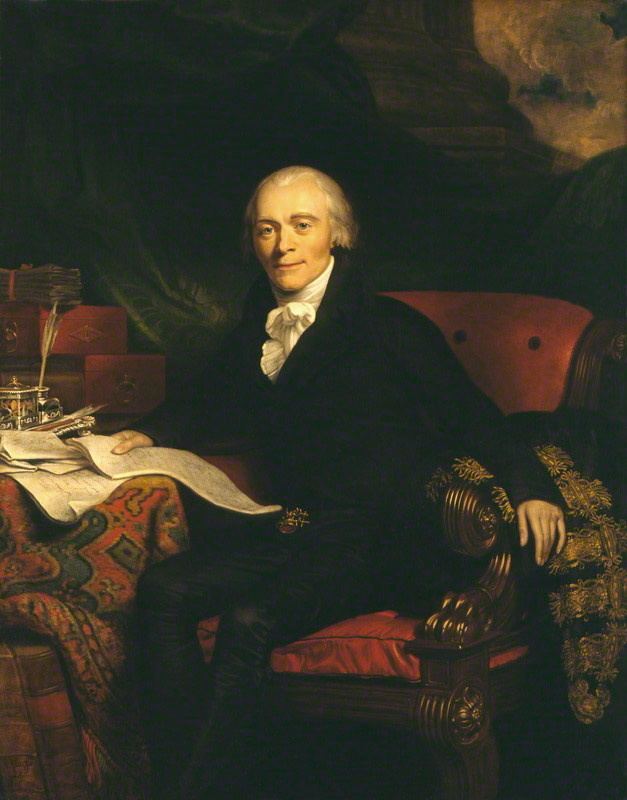
Spencer Perceval, premier, pierwszy lord skarbu, kanclerz skarbu, kanclerz Księstwa Lancaster, przewodniczący Izby Gmin

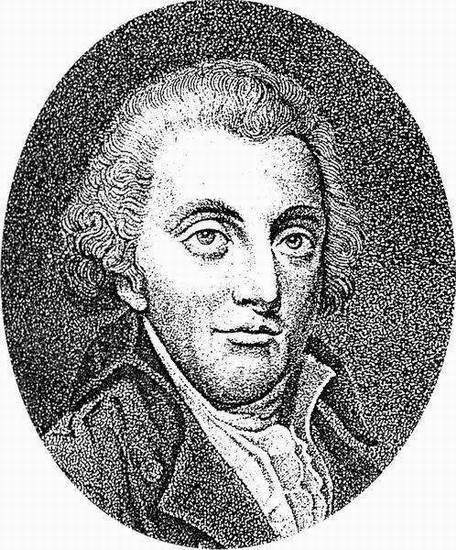
Wicehrabia Sidmouth, lord przewodniczący Rady

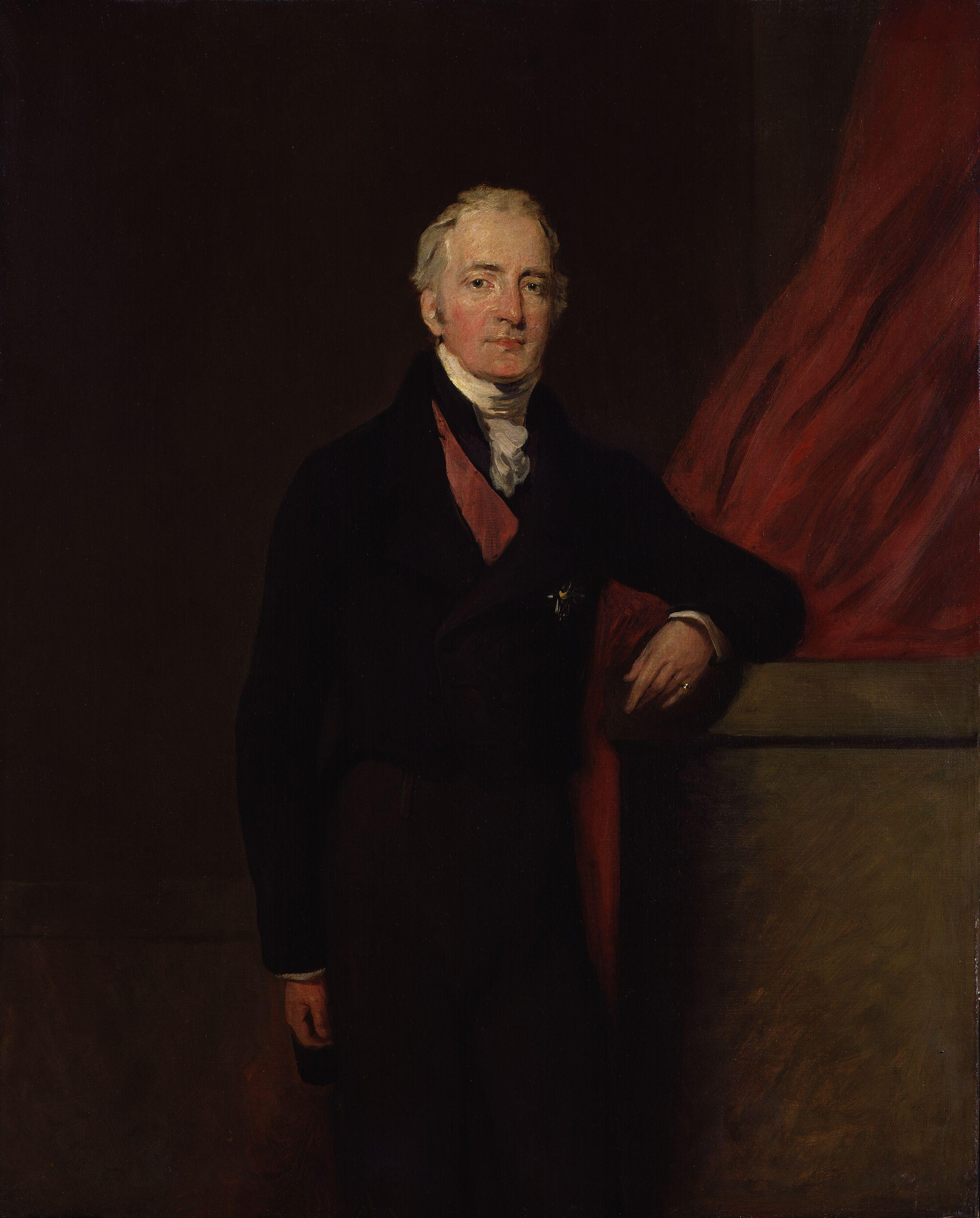
Hrabia Bathurst, minister spraw zagranicznych, przewodniczący Zarządu Handlu

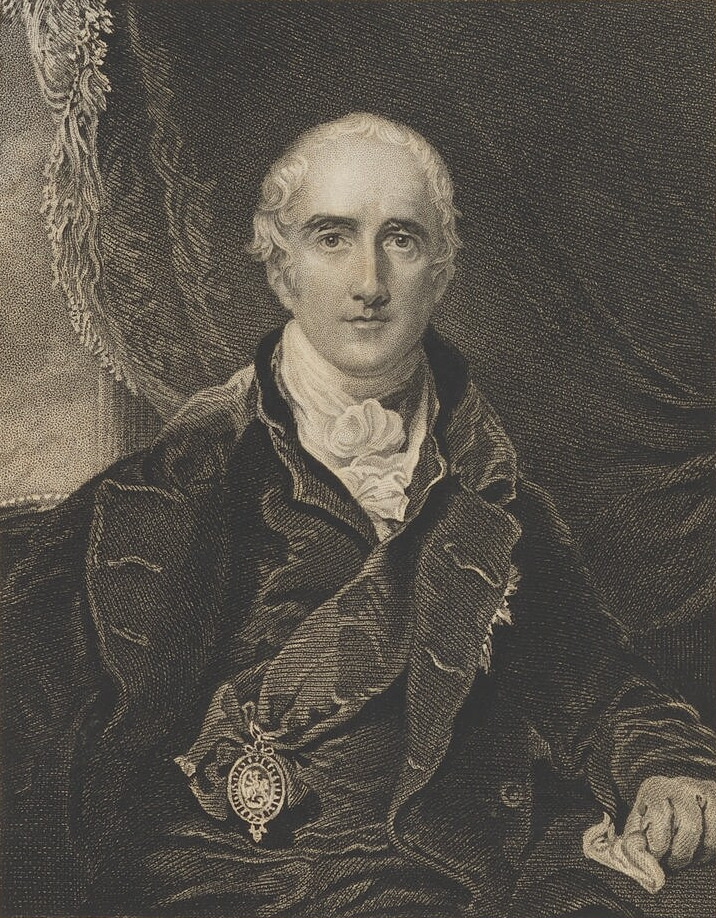
Markiz Wellesley, minister spraw zagranicznych

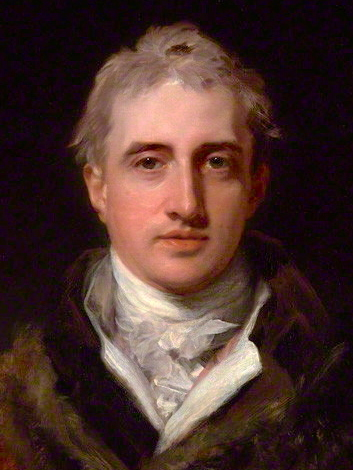
Wicehrabia Castlereagh, minister spraw zagranicznych

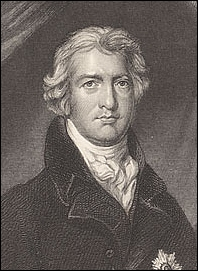
Hrabia Liverpool, minister wojny i kolonii, przewodniczący Izby Lordów

Gabinet Spencera Percevala – gabinet pod przewodnictwem Spencera Percevala istniał od 4 października 1809 do 11 maja 1812, kiedy premier został zamordowany.

## Skład gabinetu
| Urząd                                                                                             | Imię i nazwisko                                                                                                  | Kadencja            |
| ------------------------------------------------------------------------------------------------- | --- | ------------------- |
| Premier Pierwszy Lord Skarbu Kanclerz skarbu Kanclerz Księstwa Lancaster Przewodniczący Izby Gmin | Spencer Perceval                                                                                                 | 1809–1812           |
|                                                                                                   | |                     |
| Lord kanclerz                                                                                     | John Scott, 1. baron Eldon                                                                                       | 1809–1812           |
| Lord przewodniczący Rady                                                                          | John Pratt, 2. hrabia Camden Henry Addington, 1. wicehrabia Sidmouth                                             | 1809–1812 1812      |
| Lord tajnej pieczęci                                                                              | John Fane, 10. hrabia Westmorland                                                                                | 1809–1812           |
| Minister spraw wewnętrznych                                                                       | Richard Ryder | 1809–1812           |
| Minister spraw zagranicznych                                                                      | Henry Bathurst, 3. hrabia Bathurst Richard Wellesley, 1. markiz Wellesley Robert Stewart, wicehrabia Castlereagh | 1809 1809–1812 1812 |
| Minister wojny i kolonii Przewodniczący Izby Lordów                                               | Robert Jenkinson, 2. hrabia Liverpool                                                                            | 1809–1812           |
| Pierwszy lord Admiralicji                                                                         | Henry Phipps, 1. baron Mulgrave Charles Philip Yorke                                                             | 1809–1810 1810–1812 |
| Generał artylerii                                                                                 | John Pitt, 2. hrabia Chatham Henry Phipps, 1. baron Mulgrave                                                     | 1809–1810 1810–1812 |
| Minister bez teki                                                                                 | Dudley Ryder, 1. hrabia Harrowby John Pratt, 2. hrabia Camden                                                    | 1809–1812 1812      |